# Doryaspis
Pour les articles homonymes, voir Doryaspis (homonymie).
Genre
Synonymes
- Lyktaspis Heintz, 1968[1]
- Scaphaspis Lankester, 1865[1]

Doryaspis (« bouclier de fléchettes ») est un genre fossile de poissons primitifs sans mâchoire ayant vécu durant le Dévonien inférieur. Des fossiles ont été découverts au Spitzberg, en Norvège. 

## Systématique
Le genre Doryaspis est décrit par White (d) en 1935.

## Présentation
Ces animaux ont une armure corporelle en forme de bidon et de grandes plaques branchiales qui s’étendent et se courbent vers le bas selon une forme triangulaire très semblable à celle des pycnostéroïdes. Un élément des plaques orales médianes (qui correspondrait à la lèvre inférieure ou au menton des gnathostomes) s'étend dans un long appendice en forme de tige, appelé « pseudorostrum ». La queue est longue et mince avec de grandes rangées d'écailles épaisses.
Pour l'espèce type, Doryaspis nathorsti, les bords latéraux des plaques branchiales et du pseudorostrum sont en dents de scie. Pour la deuxième espèce, Doryaspis arctica, ces bords ne sont pas dentelés. Par ailleurs elle est de plus petite taille.

## Liste d'espèces
Selon BioLib (26 avril 2021) :
- † Doryaspis arctica Pernègre, 2002
- † Doryaspis nathorsti (Lankester, 1884) - espèce type

## Galerie

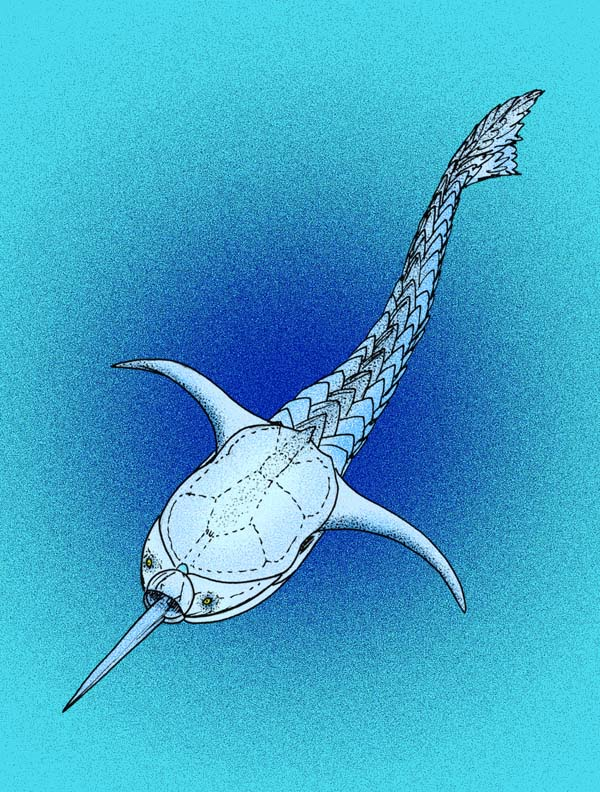
Vue d'artiste de Doryaspis arctica.
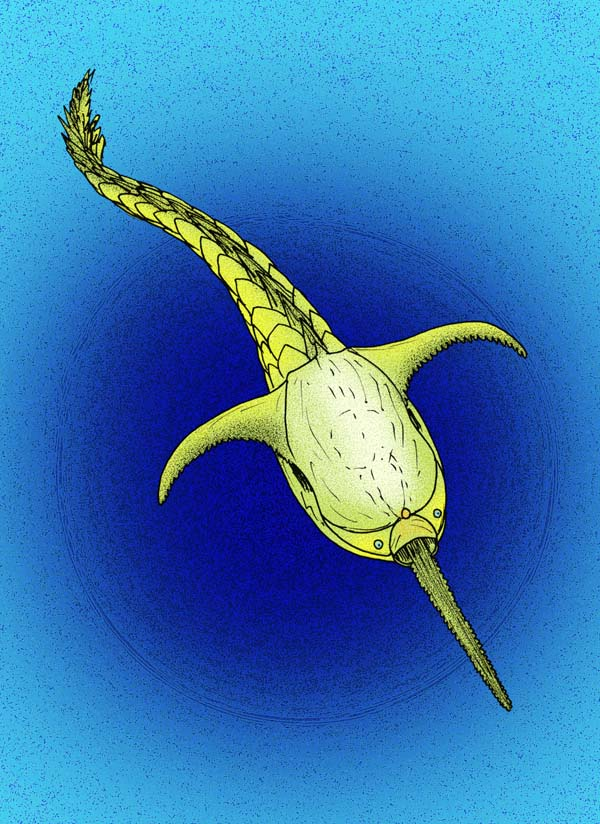
Vue d'artiste de Doryaspis nathorsti, l'espèce type.